# Mötzing
Mötzing – miejscowość i gmina w Niemczech, w kraju związkowym Bawaria, w rejencji Górny Palatynat, w regionie Ratyzbona, w powiecie Ratyzbona, wchodzi w skład wspólnoty administracyjnej Sünching. Leży około 24 km na południowy wschód od Ratyzbony, przy linii kolejowej Drezno–Pasawa.

## Dzielnice
W skład gminy wchodzą następujące dzielnice: Dengling, Haimbuch, Mötzing, Schönach.

## Demografia
| Rok  | Liczba mieszk. |
| ---- | -------------- |
| 1970 | 1 378          |
| 1987 | 1 230          |
| 2000 | 1 394          |
| 2009 | 1 456          |

## Zabytki i atrakcje
- Zamek Schönach, wybudowany w XII w.

## Oświata
Na terenie gminy nie działa żadna placówka oświatowa.